# Frank Pineda
Frank Pineda (Estelí, 21 de enero de 1956) es cineasta, realizador, director de fotografía, y camarógrafo nicaragüense. Comenzó su carrera como camarógrafo corresponsal de guerra cubriendo la guerra en Nicaragua a finales de los años 1970. A principios de los años 1980 es miembro fundador de INCINE (Instituto Nicaragüense de Cine).

## Educación y carrera profesional
Pineda obtiene su formación estudiando un curso intensivo de cámara en la Ciudad de México y comienza su carrera de camarógrafo como corresponsal de guerra para varias cadenas internacionales de televisión y noticias como BBC, Channel 4, PBS, y el Hallmark Channel. A principios de los años 1980 fue uno de los miembros fundadores del Instituto Nicaragüense de Cine (INCINE). En ese organismo participa en la realización de 50 noticieros documentales. Fue codirector junto con Ramiro Lacayo del documental Primer Noticiero INCINE (1979) y ganan el Premio Saúl Yelín del Comité de Cineastas de América Latina en la primera edición del Festival Internacional del Nuevo Cine Latinoamericano de La Habana, Cuba.

## Cine en Nicaragua, años 1980
Durante los años 1980 continúa trabajando en proyectos diversos de cinematografía. Participa como camarógrafo en el documental Fuego en la montaña (1987), título en inglés Fire from the Mountain dirigido por la directora de cine estadounidense Deborah Shaffer, película que ganó una nomicación a los Premios Emmy y participó en el Festival de Cine de Sundance y el Festival de Cine de Nueva York. Participa como director de fotografía en la película de Universal Studios, Hollywood, titulada Walker (1987) del director británico Alex Cox que fue protagonizada por el actor estadounidense Ed Harris. También es director de cine y a los finales de los años 1980 gana un premio en el Festival Internacional de Cine de Huesca, España, con el cortometraje en blanco y negro que dirigió titulado El hombre de una sola nota.

## Camila Films
En 1989 fundó Camila Films (Nicaragua) una compañía productora de cine independiente junto a su pareja, la cineasta de origen francés radicada en Nicaragua, Florence Jaugey. Pineda y Jaugey colaboran a través de Camila Films (Nicaragua) con el propósito de dar a conocer por medio del cine diferentes facetas de la realidad de la vida en Nicaragua desde un punto de vista social y con un enfoque particular hacia los sectores marginados.
A mediados de los años 1990, Pineda participa como director de fotografía en la película La canción de Karla (1996), del director inglés Ken Loach. Participa como director de fotografía en la película La Yuma(2010) dirigida por su pareja Florence Jaugey, filme que fue seleccionado para los Premios Óscar 2011 y ganando más de una docena de premios en festivales internacionales de cine. Además de ser la primera película producida en Nicaragua en los últimos 20 años.

## Filmografía seleccionada
| Año  | Obra                              | Comentarios                                                                                    |
| ---- | --------------------------------- | ---------------------------------------------------------------------------------------------- |
| 1980 | INCINE: 1979 Año de la Liberación | Director (Documental)                                                                          |
| 1989 | El hombre de una sola nota        | Director, Premio Festival Internacional de Cine de Huesca, España                              |
| 1981 | Betún y sangre                    | Director (Cortometraje)                                                                        |
| 1987 | En el humo de esta época          | Director de fotografía                                                                         |
| 1987 | Walker                            | Director de fotografía                                                                         |
| 1987 | Fuego desde la montaña’’          | Director de fotografía                                                                         |
| 1988 | Azul                              | Director de fotografía                                                                         |
| 1993 | Muerto de miedo                   | Director de fotografía (Documental)                                                            |
| 1996 | La canción de Carla               | Director de fotografía, película del director Ken Loach                                        |
| 2001 | De Alskande i San Fernando        | Director de fotografía                                                                         |
| 2010 | La Yuma                           | Director de fotografía (Largometraje, drama, ficción) seleccionada para los Premios Óscar 2011 |
| 2012 | Bananas!*                         | Director de fotografía (Documental sueco) del director Fredrik Gertten                         |
| 2013 | Días de clase                     | Director de fotografía                                                                         |
| 2014 | La pantalla desnuda               | Director de fotografía                                                                         |